# 普罗伊萨格

普罗伊萨格的标志

普罗伊萨格（德語：Preussag AG）是德国一间从事多样化经营的企业。它最早以「普鲁士采矿及冶炼有限公司」（Preußische Bergwerks- und Hütten-Aktiengesellschaft）的名称成立于1923年10月9日，主营矿石开采的业务。1927年，公司在收购了鲁尔煤炭公司、海伯尼亚股份公司和一些电气企业而整合成为「联合电气及采矿股份公司」（Vereinigte Elekrizitäts und Bergwerks AG），简称费巴集团（VEBA AG）。随着出售萨尔茨基特和于1997年购买航运及物流企业赫伯罗特，普罗伊萨格逐渐转型成为了服务于休闲产业的全球性企业。
此外，普罗伊萨格在1997年购买了25%的托马斯·库克股份，并在次年将持股比例提高了一倍。1999年2月2日，托马斯·库克与「卡尔森休闲集团」（Carlson Leisure Group）合并到一家由德意志银行、西德意志银行、卡尔森有限公司和普罗伊萨格所共有的控股公司。然而，在2000年中普罗伊萨格在收购托马斯·库克的竞争对手汤姆森旅游时被监管当局要求强制出售其持有的50.1%托马斯·库克股权。
2002年7月1日，经过重组的普罗伊萨格股份公司正式更名为途易股份公司。